# Martin Weber (Wirtschaftswissenschaftler)
Martin Weber (* 13. Januar 1952 in Stuttgart) ist ein deutscher Wirtschaftswissenschaftler und Professor für Betriebswirtschaftslehre mit dem Schwerpunkt Bankbetriebslehre an der Universität Mannheim.

## Leben
Martin Weber studierte Mathematik und Betriebswirtschaftslehre und erlangte seine Promotion und seine Habilitation für Betriebswirtschaftslehre an der RWTH Aachen. Er lehrte als Professor an der Universität zu Köln und der Universität Kiel und war rund drei Jahre Gastprofessor an der University of California, Los Angeles, der Wharton School, der Stanford University und an der Fuqua School of Business, Duke University, bevor er einem Ruf an die Universität Mannheim folgte. Von April 2004 bis März 2006 war er Dekan der Fakultät für Betriebswirtschaftslehre der Universität. Zu seinen Schülern gehören u. a. Dirk Schiereck, Thomas Langer, Markus Nöth, Lars Norden, Markus Glaser und Sascha Steffen.
Weber war von 1997 bis 2002 Sprecher und ist seitdem Stellvertretender Sprecher des Sonderforschungsbereichs 504 „Rationalität, Entscheidungsverhalten und ökonomische Modellierung“ der Deutschen Forschungsgemeinschaft an der Universität Mannheim. Seit 2002 ist er Mitglied der Deutschen Akademie der Naturforscher Leopoldina und der Berlin-Brandenburgischen Akademie der Wissenschaften.
Weber ist Autor einer Vielzahl von Veröffentlichungen in diesem Bereich und Mitherausgeber zahlreicher nationaler und internationaler Zeitschriften. Beim Handelsblatt Betriebswirte-Ranking erreichte er 2009 und 2012 in der Kategorie „Lebenswerk“ Platz 3.

## Forschungsschwerpunkte
Webers Forschungsschwerpunkte sind die Gebiete der Bankbetriebslehre und der Behavioral Finance mit deren psychologischen Grundlagen. Neben seinen Forschungstätigkeiten besteht eines seiner Anliegen darin, die finanzielle Grundbildung von Privatanlegern zu steigern. Zu diesem Thema hat er ein Buch mit dem Titel „Genial einfach investieren“ herausgebracht. Im Oktober 2008 wurde sein offener Investmentfonds ARERO – Der Weltfonds aufgelegt, der an seinem Lehrstuhl entwickelt wurde.

## Auszeichnungen
- seit 2002: Mitglied der Nationalen Akademie der Naturwissenschaften Leopoldina[4]
- seit 2002: Mitglied der Berlin‐Brandenburgischen Akademie der Wissenschaften[4]
- 2007: Ehrendoktorwürde der Wirtschaftswissenschaftlichen Fakultät der Westfälischen Wilhelms-Universität[5]
- seit 2020: Mitglied der Academia Europaea[6]
- 2019–2023: Senator der Sektion „Ökonomik und Empirische Sozialwissenschaften“ der Nationalen Akademie der Wissenschaften Leopoldina

## Publikationen (Auswahl)
- mit Franz Eisenführ: Rationales Entscheiden. Springer Verlag, 1993.
- mit Thomas Hartmann-Wendels, Andreas Pfingsten: Bankbetriebslehre. Springer Verlag, 1998
- Genial einfach investieren: Mehr müssen Sie nicht wissen – das aber unbedingt! Campus Verlag, 2007
- mit Heiko Jacobs, Christine Laudenbach, Sebastian Müller, Philipp Schreiber: Die genial einfache Vermögensstrategie: So gelingt die finanzielle Unabhängigkeit. Campus Verlag, 2020.